# Миливоје Марковић
Миливоје Марковић (Џигољ код Прокупља, 15. септембар 1930 — Београд, 23. новембар 1996) био је српски књижевни критичар, новинар, есејиста, романсијер, песник и антологичар.

## Биографија
Основну школу завршио је у родном месту Џигољу (1937—1941), гимназију учио у Прокупљу и Загребу (1942—1952), с прекидом (1942—1945), а Југословенску књижевност и српскохрватски језик завршио је на Филозофском факултету у Загребу (1952—1958). Радио је као новинар у „Топличким новинама“ у Прокупљу (1959), а по повратку из војске био референт за културу на Радничком универзитету у Прокупљу, професор у Техничкој школи у Прокупљу и директор Центра за културу Ниша (1970—1974). Од 1974. до пензионисања главни је уредник издавачке куће „Минерва“ у Суботици са седиштем у Београду.
Поезијом, књижевном критиком, есејистиком и прозом почео је да се бави од 1954. године. Подједнако је проучавао српски, хрватски и словеначки савремени роман. Објавио је више избора српских приповедача у разним часописима.
Умро је 23. новембра 1996. године у Београду.

## Дела
- Драинчева океанија, 1972.
- Хаос и поплава светлости, 1972,
- Време отпора, 1975,.
- Песма као изазов, 1976,
- Дијалог с временом, 1976,
- Простори реализма, 1981,
- Раскршћа романа, 1982,
- Орфејеви сапутници, 1985,
- Преиспитивања: Информбиро и Голи оток у југословенском роману, 1986,
- Нова раскршћа романа, 1987,
- Отворена жаришта, 1990,
- Митологија и стварност, 1990,
- Сами против себе, 1991,
- Заборављена будућност, 1992,
- Политика као терор, 1995,
- Вероникина марама, 1995.
- Књижевна обмана, 1999.

## Романи
- Последњи дан, 1988,
- Дани као године, 1990.
- Човек није сам, 1993,

## Антологије
- Књига приповедака млађих југословенских писаца (више издања ), 1975,
- Новија српска приповетка, часопис „Могућности“, бр. 7-8-9, Сплит, 1983,
- Антологија послератне српске поезије, 1993,
- Антологија српске поезије двадесетог века, 2000,

## Поезија
- Планетаријум, 1997,